# Walter Szmolyan
Walter Szmolyan (* 19. Februar 1929 in Wien; † 3. März 1995 in Mödling) war österreichischer Musikpublizist und wissenschaftlicher Heimatforscher.
Nach Studien an der Universität Wien, Gesang und Musiktheorie am Konservatorium sowie Zwölftonmusik bei Hanns Jelinek an der Musikakademie Wien begann er 1960 als Musikkritiker der Mödlinger Zeitung.
Studien in Musik. 1961 konnte er zur Österreichischen Musikzeitschrift wechseln, in deren Redaktion er bis 1991 arbeitete.
Er berichtet zu Komponisten der Gegenwart und dokumentiert die Preisträger des Österreichischen Staatspreises für Musik, die Komponisten der Bundesländer-Szene und insbesondere die in Niederösterreich. Zudem gestaltete er ab 1964 Porträts heutiger Komponisten im Rundfunk, wird 1970 in den Vorstand des Österreichischen Komponistenbundes gewählt, für den er auch im Verlag Lafite den Katalog von Orchesterwerken lebender Komponisten erarbeitet.
Historisch recherchiert er zum Bauernfeind’sche Theater im Wiener Palais Auersperg. Für die Reihe Musik des XX. Jahrhunderts verfasste er die erste musikhistorische  Studie zu Josef Matthias Hauer, an die sich Ausstellungen im Heimatmuseum Wien VIII,  der Aufbau eines Tonarchivs und Jubiläums-Rundfunksendungen im ORF anschließen. Er lebte in Gemeinschaft mit der Ferdinand-Ebner-Forscherin Elisabeth Heller. 1970 konnte er in Mödling die Errichtung einer Gedenkstätte im Beethoven-Haus, 1972 die Erhaltung der dortigen Schönberg-Villa fördern, sodass er schließlich als Generalsekretär die Internationale Schönberg-Gesellschaft betreute.

## Ehrungen
- 1977 Ehrenzeichen der Stadt Mödling
- 1979  Berufstitel Professor

## Schriften
- Musikstadt Mödling. „Mödling. Land, Kultur und Wirtschaft“. Hg. Stadtgemeinde Mödling 1975
- Internationale Schönberg-Gesellschaft, Mitteilungen I-X, 1986–1993, mit Rückblick auf 20 Jahre, 1993, S. 3–21. Mit Verzeichnis der ÖMZ als Publikationsorgan der ISG, 1993, S. 26–29.